# Mária Lebstück
Mária Lebstück, född i Zagreb, Kroatien, Kejsardömet Österrike, 15 augusti 1831, död 30 maj 1892, var en löjtnant. 
Hon är berömd för att ha klätt ut sig till man för att kunna tjäna i armén under revolutionen 1848. Hon var den första kvinna som blivit löjtnant för husarerna.  
Hon tillhörde en rik tysk köpmansfamilj från Zagreb och bodde sedan 13 års ålder med sin morbror i Wien. I november 1848 utbröt revolution i Wien och hon tog värvning i armén i universitetets legion förklädd till man under namnet Karl Lebstück. Hon stred under Oktoberrevolutionen i Wien och i upproret i Ungern i Budapest. Hon utmärkte sig i strid, sårades och befordrades till löjtnant i husarerna. 
Hennes kön blev så småningom avslöjat. Hon gifte sig i juli 1849 med en soldat under belägringen av Budapest. Efter befrielsen av Budapest fängslades hon på slottet Arpad. Hon födde en son under fångenskapen. På begäran av anhöriga släpptes hon och förvisades därefter från Ungern; hennes man avled under fångenskapen. Hon bosatte sig i Kroatien och gifte 1851 om sig med en målare. Efter sin andre makens död 1870 levde hon i fattigdom. 
1880 flyttade hon till Újpest och var bosatt hos sin son på gatan 4 Ujpest Csokonai. En minnesplakett över henne placerades på huset 15 mars 1935. Hon blev 1942 föremål för en operett av Eugene Huszka och László Szilágyi.